# Venda Sexy
La Discotéque o Venda Sexy fue un centro de detención y torturas de la Dirección de Inteligencia Nacional (DINA) en Chile. 
Se trata de una casa de dos pisos y subterráneo. De acuerdo a lo que algunos testigos señalaron, el piso era de parqué, en el baño había una ventana redonda y la escalera para el segundo piso era de mármol. Está ubicado en el sector de Quilín, en la calle Irán número 3037, en la intersección con calle Los Plátanos en la comuna de Macul en Santiago de Chile. Funcionó desde finales de 1974 y hasta mediados de 1975, en forma paralela a Villa Grimaldi.
Se llamó Venda Sexy pues los detenidos permanecían privados de la vista con los ojos vendados, mientras eran sometidos a vejaciones de tipo sexual por los guardias y agentes de la DINA. También era llamada "La Discothéque" por la música ambiental permanente que tenía.
Se caracterizó a este centro de detención por el método de tortura que realizaban, se enfatizaron las vejaciones de tipo sexual. Así se refiere el Informe Valech:

"Quienes estuvieron en la Venda Sexy denunciaron haber sido sometidos a interrogatorios y torturas que se desarrollaban en el subterráneo del inmueble. En este recinto se practicó con especial énfasis la  tortura sexual. Eran frecuentes las vejaciones y violaciones sexuales de hombres y mujeres, para lo que también se valían de un perro adiestrado".

La casa era utilizada por un equipo distinto al de Villa Grimaldi, pues el modo de operar era distinto; sólo se torturaba en horario de oficina y la comida era mejor que en los otros recintos.
Entre noviembre y diciembre de 1974 el equipo del centro realizó una gran cantidad de detenciones de militantes del MIR los que fueron recluidos en el recinto. La mayoría de ellos se encuentran actualmente desaparecidos.

## Desaparecidos
Algunas de las personas que desaparecieron en "La Venda Sexy" fueron:
- Ida Vera Almarza
- Isidro  Pizarro Meniconi
- Luis Mahuida Esquivel
- Antonio Soto Cerna
- Luis Gonzáles Mella
- Félix de la Jara Goyeneche
- Marta Neira Muñoz
- César Negrete Peña
- Mario Peña Solari
- Nilda Peña Solari
- Gerardo Silva Saldivar
- Renato Sepúlveda Gajardo
- María Joui Petersen
- Francisco Rozas Contador
- Jorge Eduardo Ortiz Moraga
- Jorge Herrera Cofré
- Ramón Labrador Urrutia
- Luis San Martín Vergara

En todos estos casos, testigos confirman haber visto por última vez a dichas personas en este centro de detención.

## Violencia política sexual
En Venda Sexy, los métodos de tortura se diferenciaban de otros recintos por el énfasis en las vejaciones de tipo sexual. La violación de las detenidas y otros abusos sexuales de parte de guardias y agentes eran práctica corriente. Aunque los detenidos varones también fueron víctimas de tales vejaciones, se visibiliza por las mismas sobrevivientes que esta práctica de terrorismo de Estado se expresó de manera diferenciada y desigual sobre los cuerpos y sexualidades de las mujeres detenidas que pasaron por el recinto.
Beatriz Bataszew (65), sobreviviente al ex-centro de tortura Venda Sexy, activista feminista e integrante del Colectivo de Mujeres Sobrevivientes Siempre Resistentes y de la Coordinadora Feminista 8M, ha dedicado gran parte de su activismo en la post-dictadura para visibilizar la violencia política sexual sobre las mujeres detenidas. Beatriz Bataszew ha señalado que:

La violencia política sexual ha quedado en la más absoluta impunidad desde el Estado chileno y el aparato judicial. Esta forma de represión y crimen de Estado, sigue vigente en las detenciones a mujeres en periodo de democracia en manifestaciones y protestas.

## Lucha por la recuperación del espacio de Memoria
A partir de un camino de reivindicaciones por parte del Colectivo de Mujeres Sobrevivientes Siempre Resistentes, los Sobrevivientes de Venda Sexy y la Asociación de Memoria y DDHH Venda Sexy, se logró el 11 de mayo de 2016 que el ex centro de tortura fuera declarado Monumento Histórico por parte del Consejo de Monumentos Nacionales. A pesar de ello, el sitio continuó en manos de privados a pesar de ser declarado Monumento Histórico, es por ello que el siguiente paso de las colectividades ha sido exigir que el Estado compre «Venda sexy» y lo ponga como sitio a disposición de las organizaciones de memoria.
En agosto de 2019, sale a la luz que el sitio de memoria habría sido vendido a una sociedad de inversiones inmobiliarias en circunstancias que, de acuerdo a la Ley de Monumentos Nacionales está prohibida su modificación u alteración. Aquella situación generó una rápida reacción de mujeres sobrevivientes a Venda Sexy, organizaciones feministas y de DDHH.
Por medio de manifestaciones se ha mostrado el rechazo a esta venta aún en curso, junto con ello salió a la luz pública declaración firmada por más de 140 organizaciones, tales como el Colectivo de Mujeres Sobrevivientes Siempre Resistentes, Colectiva Cueca Sola, Colectivo 119 Familiares y Compañeros, Londres 38 espacio de memorias, Colectivo Bulnes Intervenido, Mujeres de Plaza Ñuñoa, la Coordinadora Feminista 8M, entre otras.
En la declaración, las organizaciones manifiestan lo siguiente:

Lo que hoy sucede con Venda Sexy es síntoma de una falta de políticas patrimoniales donde abunda la desmemoria de parte de todos los gobiernos civiles desde el fin de la dictadura. Nos enfrentamos a un contexto de escalada de la criminalización y la represión de las luchas sociales, de impunidad, de pactos de silencios y negacionismo histórico. La falta de justicia y reparación es una deuda sostenida durante todos estos años, particularmente hacia las mujeres desaparecidas, ejecutadas y sobrevivientes del terrorismo de Estado, pero nosotras sabemos que es también una deuda con la memoria histórica de todas las mujeres que lucharon contra la dictadura y siguen luchando hoy.

## Resistencia feminista por la memoria
El Colectivo de Mujeres Sobrevivientes Siempre Resistentes ha empujado un énfasis particular en este proceso, en donde la memoria de las mujeres detenidas, ejecutadas, desaparecidas y sobrevivientes ha sido puesta en el centro de las acciones. En diciembre de 2016, Beatriz Bataszew señaló:

Construir un espacio que visibilice y concatene las luchas pasadas, presentes y futuras de las mujeres, por la igualdad y contra todo tipo de violencias. Un lugar de memoria activa, una actualización permanente de nuevas luchas, por nuevos y mejores derechos para las mujeres”.

Del mismo modo, en septiembre de 2018, mujeres y feministas de diversas edades impulsaron en Santiago la iniciativa Mes de Memorias de Rebeldías Feministas por medio de discursos, acciones y protestas en espacios de memoria. En aquel entonces manifestaron:

La violación sistemática de los derechos humanos no es cosa del pasado; se extiende desde la dictadura hasta el presente como elemento central de las transformaciones políticas del pacto transicional que hemos señalado: la negación acceso a derechos sociales básicos, el aniquilamiento de los territorios por el extractivismo, la violencia contra las comunidades en resistencia de wallmapu, la infancia encarcelada en sename. Estas y tantas otras obras son fruto de las distintas administraciones que se hicieron cargo de sostener ese pacto transicional que mantuvo los cambios instalados en dictadura, y de ese proceso fueron parte varios que hoy rasgan vestiduras por los dichos del ministro, pero que muy poco hicieron por restablecer los derechos y la dignidad del pueblo, cuando fueron gobierno.